# 佐久良貴惠
佐久良貴惠（日语：佐久良 貴恵，2月21日—），日本女性前配音員、旁白。出身於大阪府。身高160cm。Amusement Media綜合學院畢業。
以前所屬的經紀公司有大阪TV talent bureau（簡稱TTB）、株式會社Chara，現為株式會社Chara沖繩分社「Chara OKINAWA」經理。

## 演出作品

### 廣告旁白
- 高濱町觀光協會
- Super Auto Box 京都Wonder City（日语：オートバックスセブン）
- 飛觀光宣傳協議會
- FM滋賀（日语：エフエム滋賀）

### 遊戲
- SNK VS. CAPCOM SVC CHAOS（日语：SNK VS. CAPCOM SVC CHAOS）（塔芭莎）

### 公演
- 舞台 廣播·Stardust（2008年，演劇畑Happy Nuts）－擔任配音
- 小噺 納涼Live ～恐怖夜話～（2009年）
- 朗讀 來自谷間的信（2009年，作：林芙美子）

## 外部連結
- 株式會社Chara公式官網「公司經歷」的頁面 （页面存档备份，存于） （日語）